# WEC 35
WEC 35: Condit vs. Miura foi um evento de MMA promovido pelo World Extreme Cagefighting ocorrido em 3 de agosto de 2008 no Hard Rock Hotel and Casino em Paradise, Nevada. O evento acumulou aproximadamente 423,000 telespectadores na Versus. O evento contou com 3 lutas pelo título, foi a última vez que a Zuffa, LLC promoveu um card de MMA com mais de duas disputas de título.

## Background
A luta entre os penas Cub Swanson e Hiroyuki Takaya foi originalmente marcada para esse evento, mas Swanson saiu da luta porque quebrou a mão. O estreante na promoção LC Davis aceitou verbalmente substituir Swanson, mas Takaya não aceitou a luta, e a luta foi removida do card. A luta entre Swanson e Takaya foi remarcada para o WEC 37 em Dezembro de 2008, onde Swanson venceu por decisão unânime.

## Resultados

### Card Preliminar
- Luta de Peso Galo:  Scott Jorgensen vs.  Kenji Osawa

Jorgensen venceu por Decisão Unânime (30–27, 30–27 e 30–27).
- Luta de Peso Leve:  Mike Budnik vs.  Greg McIntyre

Budnik venceu por Finalização (triângulo) aos 3:21 do terceiro round.
- Luta de Peso Leve:  Shane Roller vs.  Todd Moore

Roller venceu por Finalização (guilhotina) aos 3:00 do primeiro round.
- Luta de Peso Pena:  Micah Miller vs.  Josh Grispi

Grispi venceu por Nocaute Técnico (golpes) aos 0:50 do primeiro round. Essa luta foi ao ar na transmissão após a luta entre Stann e Cantwell.
- Luta de Peso Meio Médio:  Blas Avena vs.  Dave Terrel

Avena venceu por Nocaute Técnico (golpes) aos 1:07 do primeiro round.
- Luta de Peso Meio Médio:  Brock Larson vs.  Carlo Prater

Larson venceu por Nocaute Técnico (socos) aos 0:37 do primeiro round. Essa luta foi ao ar na transmissão após a luta entre Hicks e Varner.

### Card Principal
- Luta de Peso Galo:  Brian Bowles vs.  Damacio Page

Bowles venceu por Finalização (guilhotina) aos 3:30 do primeiro round.
- Luta pelo Cinturão Peso Leve do WEC:  Jamie Varner (c) vs.  Marcus Hicks

Varner venceu por Nocaute Técnico (socos) aos 2:08 do primeiro round para manter o Cinturão Peso Leve do WEC.
- Luta pelo Cinturão Peso Meio Pesado do WEC:  Brian Stann (c) vs.  Steve Cantwell

Cantwell venceu por Nocaute Técnico (socos) aos 4:01 do segundo round para ganhar o Cinturão Peso Meio Pesado do WEC.
- Luta pelo Cinturão Peso Meio Médio do WEC:  Carlos Condit (c) vs.  Hiromitsu Miura

Condit venceu por Nocaute Técnico (golpes) aos 4:43 do quarto round para manter o Cinturão Peso Meio Médio do WEC.